# Eosipho
Eosipho là một chi ốc biển, là động vật thân mềm chân bụng sống ở biển trong họ Buccinidae.

## Các loài
Các loài trong chi Eosipho gồm có:
- Eosipho cây tổng quán sủimenensis (Powell, 1971)
- Eosipho atlanticus Fraussen & Hadorn, 2005[2]
- Eosipho coriolis Bouchet & Waren, 1986
- Eosipho engonia Bouchet & Warén, 1986
- Eosipho hayashi (Shikama, 1971)
- Eosipho poppei Fraussen, 2001[3]
- Eosipho smithi (Schepman, 1911)
- Eosipho tashiensis (Lee & Lan, 2002)
- Eosipho thorybopus Bouchet & Waren, 1986
- Eosipho tosaensis Okutani & Iwahori, 1992

Các loài được đưa vào đồng nghĩa
- Eosipho auzendei Warén & Bouchet, 2001[4]: đồng nghĩa của Enigmaticolus auzendei (Warén & Bouchet, 2001)
- Eosipho canetae (Clench & Aguayo, 1944)[5]: đồng nghĩa của Manaria canetae (Clench & Aguayo, 1944)
- Eosipho desbruyeresi Okutani & Ohta, 1993[6]: đồng nghĩa của Enigmaticolus desbruyeresi (Okutani & Ohta, 1993)